# Bienenwabe

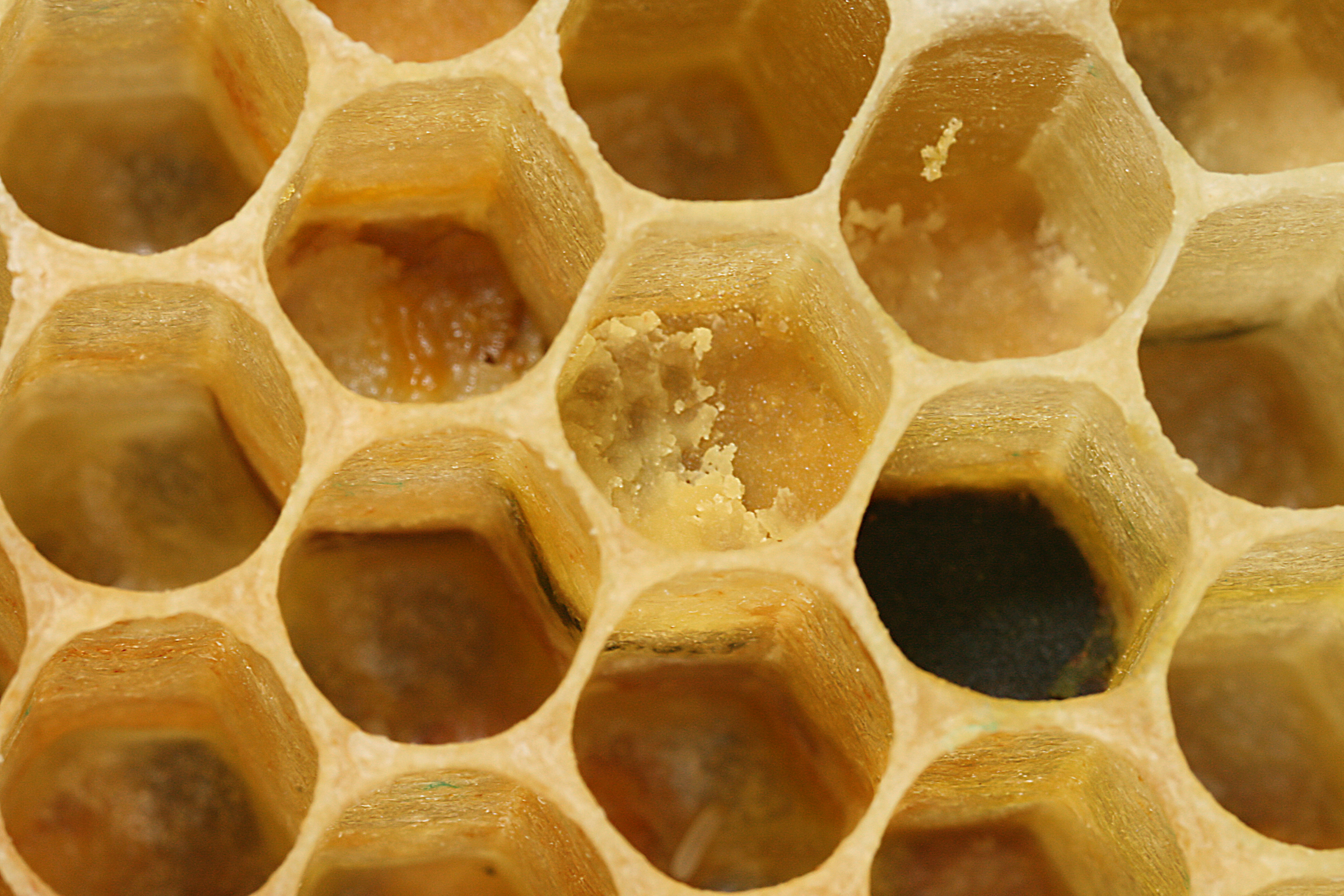
Struktur der Bienenwabenzelle

Eine Bienenwabe ist ein von den Honigbienen aus Bienenwachs errichtetes Wabengebilde mit sechseckigen Zellen. Sie dienen zur Aufzucht von Larven und zur Lagerung von Honig und Pollen. Das Wachs der Wabe produzieren die Bienen mit den Wachsdrüsen ihres Körpers.
In der Bienenhaltung ist mit einer Wabe (Honig-, Pollen- oder Brutwabe) ein bewegliches Holzrähmchen aus einer Beute gemeint, in das die Bienen die eigentliche Wabe gebaut haben. Durch diese zusätzlichen Rähmchen können Waben dem Bienenvolk entnommen und auch wieder zugefügt werden, beispielsweise zur Honigernte, ohne dass dabei der Wabenbau zerstört wird. Ohne Rähmchen erstellte Waben, zum Beispiel von einem Bienenschwarm, werden Wild- oder Naturbau genannt.

## Wachsproduktion

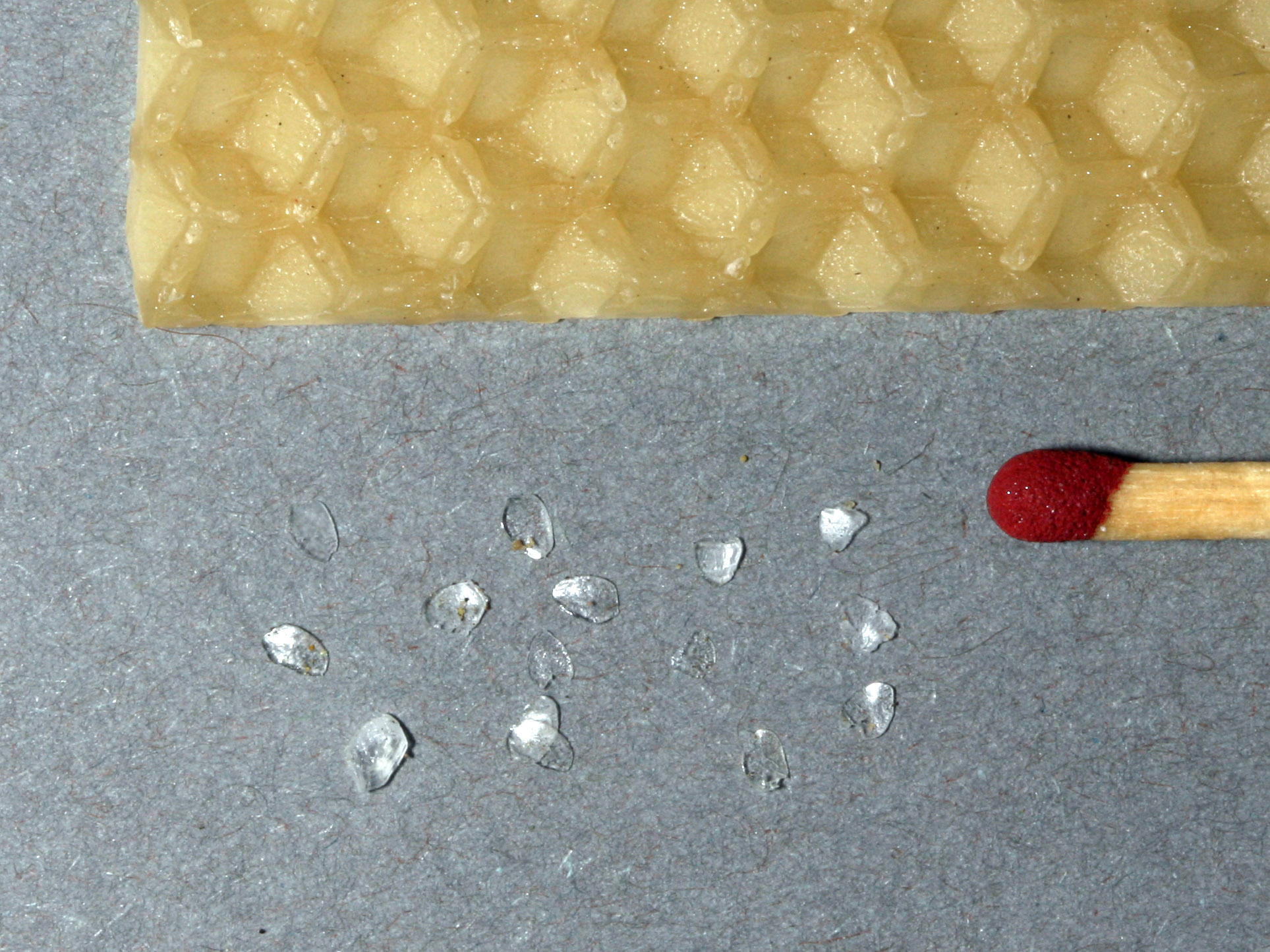
Ausgeschwitzte Wachsplatten und vorgeprägte Mittelwand

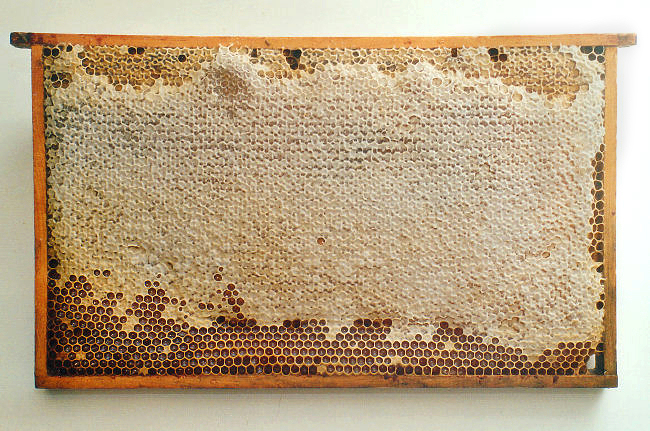
Fast vollständig verdeckelte und schleuderreife Honigwabe

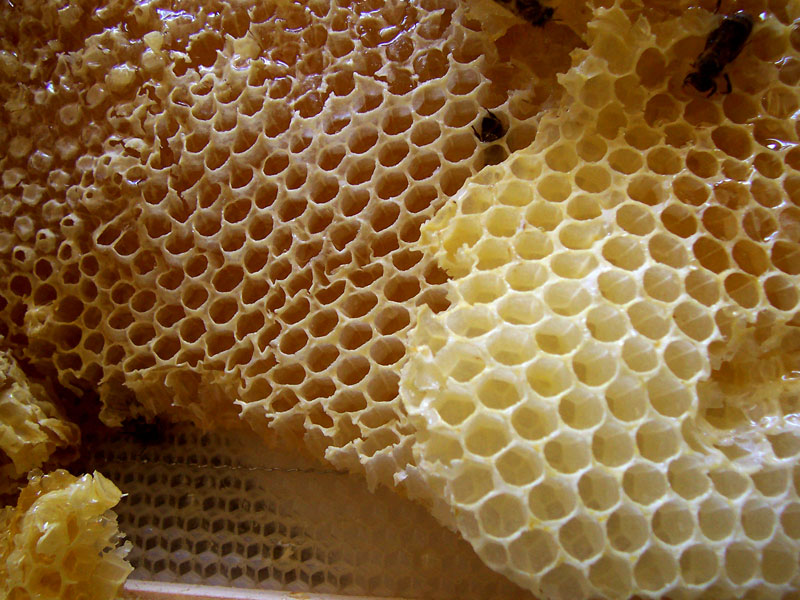
Natürlicher Wabenbau von Bienen

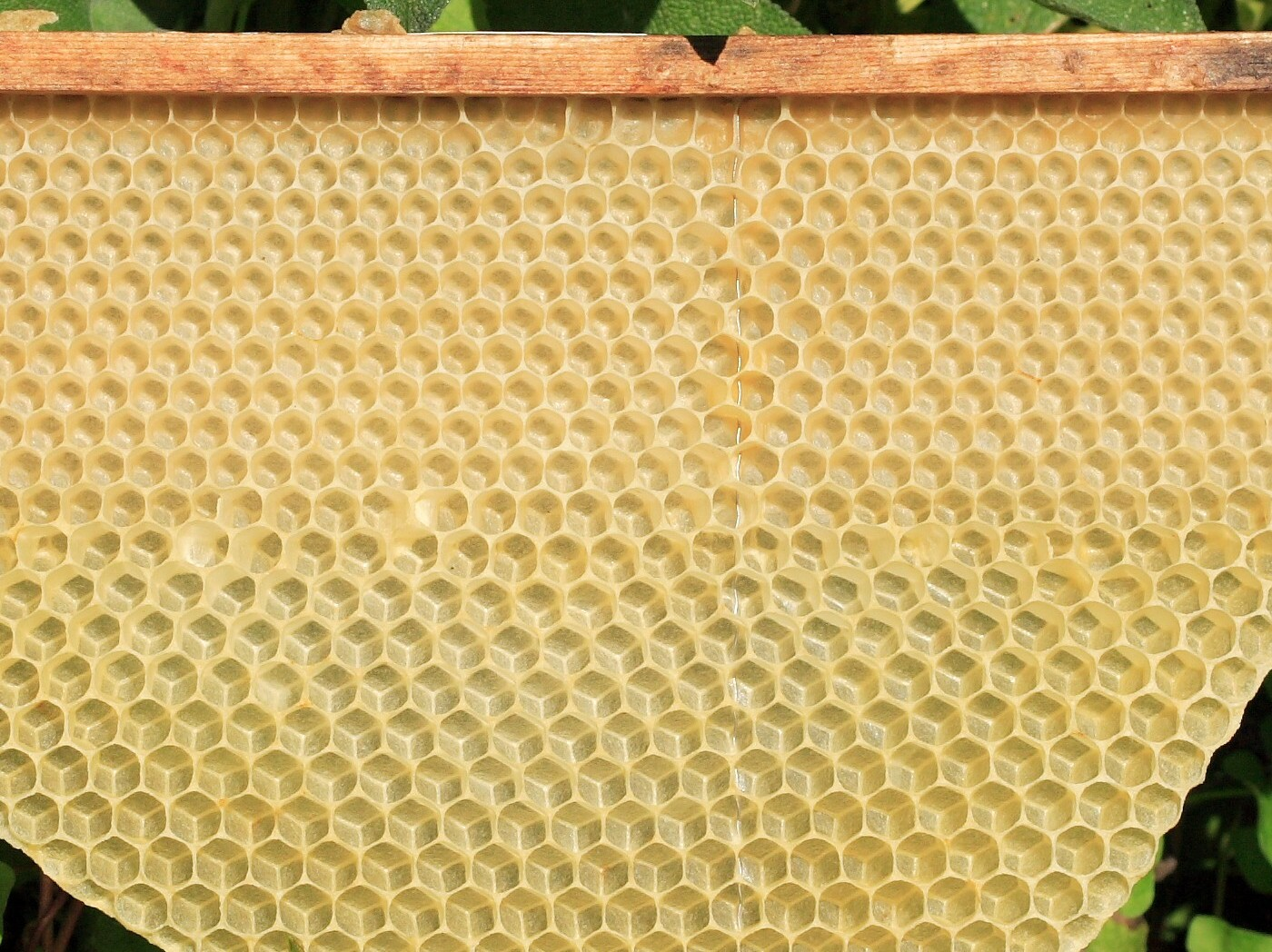
Ausgebaute Mittelwand mit Arbeiterinnenzellen (oben) und frei gebaute Drohnenzellen (unten)

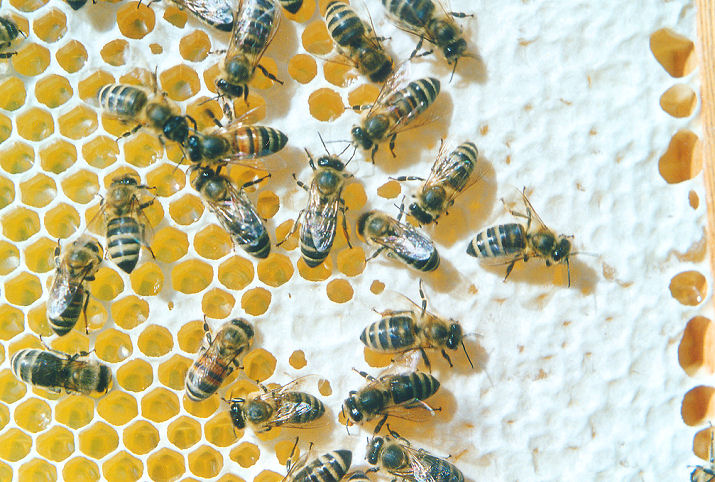
Bienenwabe mit teilweise verdeckelten Honig-Zellen

Ein Wachsplättchen wiegt etwa 0,8 Milligramm, so dass für ein Kilogramm Bienenwachs rund 1,25 Millionen Plättchen erforderlich sind. Für die Wachsproduktion hängen sich die Bienen traubenförmig aneinander. Aus den Wachsdrüsen an den hinteren Bauchschuppen schwitzen sie das Wachs als dünne Plättchen aus. Wachs wird jedoch nur im Frühjahr von April bis Juli erzeugt, wenn ein gutes Nektarangebot herrscht. Dann können mehrere Waben innerhalb einer Woche entstehen. Grundsätzlich sind Bienen in der Lage, alle ihre Waben selbst zu errichten. Am deutlichsten wird das beim Bienenschwarm, wenn er sich an einem geschützten Ort niederlässt und innerhalb kürzester Zeit Waben errichtet.

## Wabenbau

### Funktion
Das natürliche Bestreben der Bienen zum Wabenbau wird als Bautrieb bezeichnet. Er ist am stärksten bei Bienenschwärmen ausgeprägt, die sich für ihr Überleben innerhalb kürzester Zeit eine neue Behausung schaffen müssen.
Die Waben sind für das Bienenvolk zunächst Geburts- und Lebensraum. In den Zellen wachsen die Bienen heran, die von der Königin zunächst als Ei abgelegt werden. Während der Aufzucht mit Fütterung durch die Arbeitsbienen entsteht aus dem Ei eine Larve, die sich schließlich in der Zelle einspinnt und verpuppt. Die Zelle wird von ihren erwachsenen Schwestern mit einem Wachsdeckel versehen, bis nach 21 Tagen (bei der Arbeitsbiene) das fertige Insekt aus der Zelle schlüpft. Zu diesem Zweck wird von den Arbeiterinnen ein verstecktes Wachsdepot angelegt und der Zellenrand bei älteren Maden (Streckmaden) besonders verstärkt. So kann innerhalb kürzester Zeit die Zelle verdeckelt werden, was zur Bruthochsaison (April–Juni) sonst mit eigener Wachsproduktion der Bienen, die für die Verdeckelung „zuständig“ sind, nicht zu schaffen wäre.
Darüber hinaus sind Waben auch Produktionsstätte und Speicherplatz für Honig und Pollen. Naturgemäß besteht der oben begonnene Wabenbau aus Wachs zunächst aus einer Lage fünfeckiger Deckenzellen, denen dann nach unten der Bau gleichgeformter sechseckiger Zellen folgt. Es werden nebeneinander hängende Waben gebaut, die einen Abstand (von Wabenmitte zu Wabenmitte) von 35 mm aufweisen. Der freie Raum zwischen den einzelnen senkrechten Waben entspricht in etwa dem Bienenabstand, knapp einem Zentimeter.
Bei Temperaturen oberhalb 40 °C kommt es zum Schmelzen des Wachses und damit zum Kollaps der Bienenwaben und Verbrausen des Volkes.

### Konstruktion
Eine inzwischen widerlegte Meinung war, dass die Bienen die Waben nicht direkt sechseckig bauen, sondern als Schablone für normale Zellen (für die Brut von Arbeiterinnen) ihren eigenen Körper verwenden. Diese Zellen wären zuerst rund, was bereits im Jahre 1792 von dem Schweizer Bienenforscher François Huber beschrieben worden ist. Erst durch ein Erwärmen des Wachses auf knapp 40 °C entstehe dann die sechseckige Form. Verantwortlich seien hierfür sogenannte Sprungtemperaturen des Bienenwachses bei 25 °C und 40 °C, die einen Übergangsbereich der Molekülanordnung zwischen kristallin und amorph kennzeichnen, und der physikalische Effekt der Oberflächenspannung von Flüssigkeiten. Dieser führe bei Grenzflächen zu einer absolut planen Struktur mit einer konstanten Wanddicke. Als Beispiel für diesen Effekt wird häufig die Grenzfläche zwischen aneinander stoßende Seifenblasen angeführt.
Das Vorgehen der Bienen beim Wabenbau gibt nach wie vor Rätsel auf. Wissenschaftliche Untersuchungen zeigen jedoch, dass der Wabenbau nicht auf einem Flüssigkeits-Gleichgewichtsprozess beruht. Nach neuesten Untersuchungen (2017) hat die Oberflächenspannung des Wachses keinen Einfluss auf den Wabenbau. Experimente zeigen, dass die Oberflächenspannung selbst bei 55 °C, also knapp unterhalb des Schmelzpunktes (63 °C), kein Fließen des Wachses bewirkt. Insoweit ist das Seifenblasen-Analogon irreführend. An im Bau befindlichen Waben ist zu beobachten, dass die Bienen am Rand der Wabe neue Rhomben für die Zellenböden anlegen. Diese bilden zusammen die Mittelwand, in der der Bauplan für die Zellen (sowohl für Brut von Arbeiterinnen und Drohnen als auch für die Einlagerung der Vorräte) festgelegt ist. Auf den erhabenen Wachslinien der Mittelwand bauen die Bienen die Zellwände auf beiden Seiten der Wabe ohne Zwischenschritte direkt mit hexagonalem Querschnitt auf. Der sechseckige Querschnitt der Zellen wird zwangsläufig erzeugt durch die Kombination zweier Bauprinzipien: a) hexagonal dichteste Packung der Zellen und b) benachbarte Zellen haben eine gemeinsame Zellwand. Würden die Arbeiterinnen beim Wabenbau ihren Körper als Schablone verwenden, könnten sie keine Drohnenzellen bauen. Die erste Reihe unvollständiger Zellen, mit der die Bienen die Wabe mit der Wand der Nisthöhle verbinden, ist mit der Zylinderbauweise nicht zu erklären. Ebenso wenig das Auftreten mehrerer Zelltypen auf einer Wabe. Sie würde auch fließfähiges Baumaterial voraussetzen. Allerdings bauen auch Wespen aus nicht fließfähigem, papierähnlichem Material sechseckige Wabenzellen mit hoher Präzision.
Der an den Honigbienen vermeintlich entdeckte Mechanismus der Selbstorganisation absolut perfekter Sechsecke soll seinen Niederschlag in einem technischen Patent zur Herstellung regelmäßiger Hexagonstrukturen gefunden haben. Dieser Vergleich ist unzutreffend, da bei der Sinterung die äußeren Oberflächen der Keramikkörner verschwinden, während es beim Bau der Wabenzellen gar keine äußeren Wachsoberflächen gibt, die verschwinden könnten.
Rundlich sind in den Bienenwaben dann nur noch die Zellränder, die zur Stabilisierung der Waben von den Bienen verdickt werden. Hierzu wird neben Wachs auch Propolis verwendet.
Die Regelmäßigkeit der Zellen in Bienenwaben erinnert an Kristalle, die Johannes Kepler zur Vermutung veranlassten, Bienen hätten einen mathematischen Verstand. Die Geometrie der Waben wurde damit erklärt, dass die sechseckige Zellreihenform — in der Natur auch bei Molekülen und Kristallen vorkommend — die effizienteste ist. Dabei wird mit dem geringsten Materialaufwand das größtmögliche Fassungsvermögen und Maximum an umbauten Raum bei gleichzeitig höchster Stabilität gewährleistet. Dies ist zwar mathematisch bewiesen, jedoch noch keine zwingende Erklärung dafür, dass die Bienen diese Form beim Bau der Waben (instinktiv) wählen.

## Zellarten
Bei den Zellarten wird unterschieden zwischen
- der Arbeiterinnenzelle (5,2 – 5,4 mm Durchmesser, Tiefe 10–12 mm)
- der Drohnenzelle (6,9 mm Durchmesser, Tiefe 14 mm)
- der wesentlich größeren, frei gebauten Weiselzelle (Tiefe bis 25 mm) zur Schaffung einer Bienenkönigin.

Im natürlichen Wabenbau fertigen Bienen auf einer Wabe Arbeiterinnen- und Drohnenzellen. Da dieser Wabenbau aufwändiger ist, beschleunigt der Imker diesen Vorgang durch die Gabe von vorgefertigten etwa einen Millimeter starken Bienen-Wachsplatten (Mittelwände) in den Bienenstock. Auf den beiderseits vorgefertigten Sechskantprägungen mit Arbeiterinnen- oder Drohnenzellen baut die Biene dann ihre Waben. Die Bienen ziehen das Material nach außen heraus und sparen damit Zeit und Material bei der eigenen Wabenproduktion. Meist lässt der Imker aber die Drohnenzellen durch die Bienen als freien Wildbau errichten, indem er ein bis zwei leere Rähmchen in den Stock einhängt.

## Wabenfläche – Honigmenge
- Arbeiterinnen-Zellen haben ein Volumen von 0,3 ml und fassen je 0,4 g Honig der Dichte 1,4 g/ml
- auf 1 dm² einer Wabe befinden sich je Seite 415 bis 425 Arbeiterinnenzellen (oder 255 Drohnenzellen)
- demnach enthalten 3 dm² – beidseitig mit Honig gefüllt – 1 kg Honig

## Nestordnung
In jedem Bienenvolk gibt es zur Nutzung des Wabenbaus eine Ordnung. Die Ordnung orientiert sich in der Regel an der Flugöffnung der Höhle. Dabei ist der Brutbereich meist zum Flugloch hin orientiert, der Vorratsbereich fluglochfern. In der Mitte befindet sich der Bereich des Brutnestes, in dem sich die meisten Bienen aufhalten und wo hauptsächlich die Aufzucht der jungen Bienen erfolgt. In den Wabenzellen neben und unter dem Brutnest wird Blütenpollen eingelagert und über der Brut befinden sich die Honigvorräte.
Diese Nestordnung entsteht durch einen selbstorganisierten Prozess.

## Heraldik

Der Wappenschild von Lelystad mit schwarzen Bienenwabenmuster auf goldenem Grund

Die Wabenstruktur fand auch Eingang in die Heraldik.